# Tamar (gasveld)
Het Tamarveld is een aardgasveld voor de kust van Israël, zo'n 80 kilometer ten westen van Haifa met een waterdiepte van 1700 meter. De productie loopt via het 150 km zuidelijker geplaatste Tamar-platform in de buurt van het bestaande Mari-B-platform. Via de infrastructuur van dat laatste platform wordt het bij Ashdod aan land gebracht. Het veld werd in januari 2009 ontdekt en is vernoemd naar het Hebreeuwse woord voor dadel.
Waar lang werd gedacht dat dit het enige deel in het Midden-Oosten was waar geen olie te vinden was, kan Tamar met latere ontdekkingen, waaronder vooral het Leviathanveld, van Israël een energie-exporteur maken. Omdat Tamar het eerste ontdekte gasveld is, worden deze gasbevattende formaties de Tamarzanden genoemd. De hoeveelheid aardgas in het veld wordt geschat op 283×109 m³. 
Sinds 30 maart 2013 is de productie aan de gang. Er zijn zes bronnen, met een capaciteit tussen 7,1 en 8,5 miljoen m³ per dag. Het gas wordt eerst bewerkt op het Tamar platform, dat ligt op 25 kilometer ten westen van Asjkelon.
Het gasveld wordt door Israël als behorende tot zijn exclusieve economische zone geclaimd. Problematisch is echter dat deze grenzen wel met Cyprus zijn overeengekomen, maar nog niet met Libanon. Israël dreigde eerder de gasvelden met militaire middelen te verdedigen. Libanon lijkt nu geen claim meer te leggen op Tamar.
De exploitatie van het veld was al volgt verdeeld over vijf bedrijven: het Amerikaanse Noble Energy voor 36%, Isramco (29%), Delek Drilling (16%) en Avner Oil Exploration (16%) (beide onderdeel van de Delek Group) en Dor Gas Exploration (4%). Noble Energy is in 2020 overgenomen door Chevron Corporation. In 2021 heeft Delek Group het belang in dit veld verkocht aan Mubadala gevestigd in Abu Dhabi. Begin 2024 waren de partners in het veld, Chevron Corporation (25%), Isramco (28,75%), Tamar Petroleum (16,75%), Mubadala Energy (11%), Tamar Investment 2 (11%), Dor Gas (4%) en Everest (3,5%). 
In februari 2024 viel het besluit de productiecapaciteit met zo'n 60% te verhogen. Om dit mogelijk te maken moeten er extra pijplijnen worden gelegd en dit zal tot 2025 duren. De investering van deze uitbreiding worden getaxeerd op US$ 0,7 miljard.
De ontdekking van het Tamarveld, het Leviathanveld en het Aphroditeveld heeft geleid tot de vorming van de zogenoemde Energiedriehoek.